# Роганська селищна територіальна громада
Роганська селищна об'єднана територіальна громада — об'єднана територіальна громада в Україні, в Харківському районі Харківської області. Адміністративний центр — селище Рогань.
Площа громади — 77,07 км², населення — 14 108 мешканців (2017).
Утворена 24 червня 2016 року шляхом об'єднання Роганської селищної ради та Пономаренківської сільської ради Харківського району.

## Населені пункти
До складу громади входять 7 населених пунктів: 2 селища (Рогань та Докучаєвське) і 5 сіл: Борове, Лелюки, Логачівка, Пономаренки, Хроли.